# 菜园镇 (嵊泗县)
菜园镇是中华人民共和国浙江省舟山市嵊泗县下辖的一个镇，也是该县人民政府所在地。该镇分为4个城市社区，12个行政村，另有5个渔农村新型社区。

## 范围
菜园镇包括泗礁山的中部和西部，以及金鸡山、东绿华山、西绿华山、马迹山、徐公岛、北鼎星山等岛屿。总面积32.91平方公里。

## 人口
截至2005年底在册人口3.39万。

## 行政区划
菜园镇区内分为4个城市社区，即东海社区、沙河社区、海滨社区、菜圃社区
郊区设立5个渔农村新型社区
| 渔农村新型社区 | 村                                     | 所在位置           |
| -------------- | -------------------------------------- | ------------------ |
| 金沙社区       | 高场湾村、基湖村、石柱村               | 泗礁山中部         |
| 青沙社区       | 青沙村                                 | 泗礁山西北部       |
| 马关社区       | 小关岙村、关岙村、马迹村               | 泗礁山南部、马迹山 |
| 金平社区       | 小平头村、黄泥坎村、大鱼岙村、金鸡岙村 | 金鸡山             |
| 绿华社区       | 绿华村                                 | 西绿华山、东绿华山 |